# Govern de Broqueville

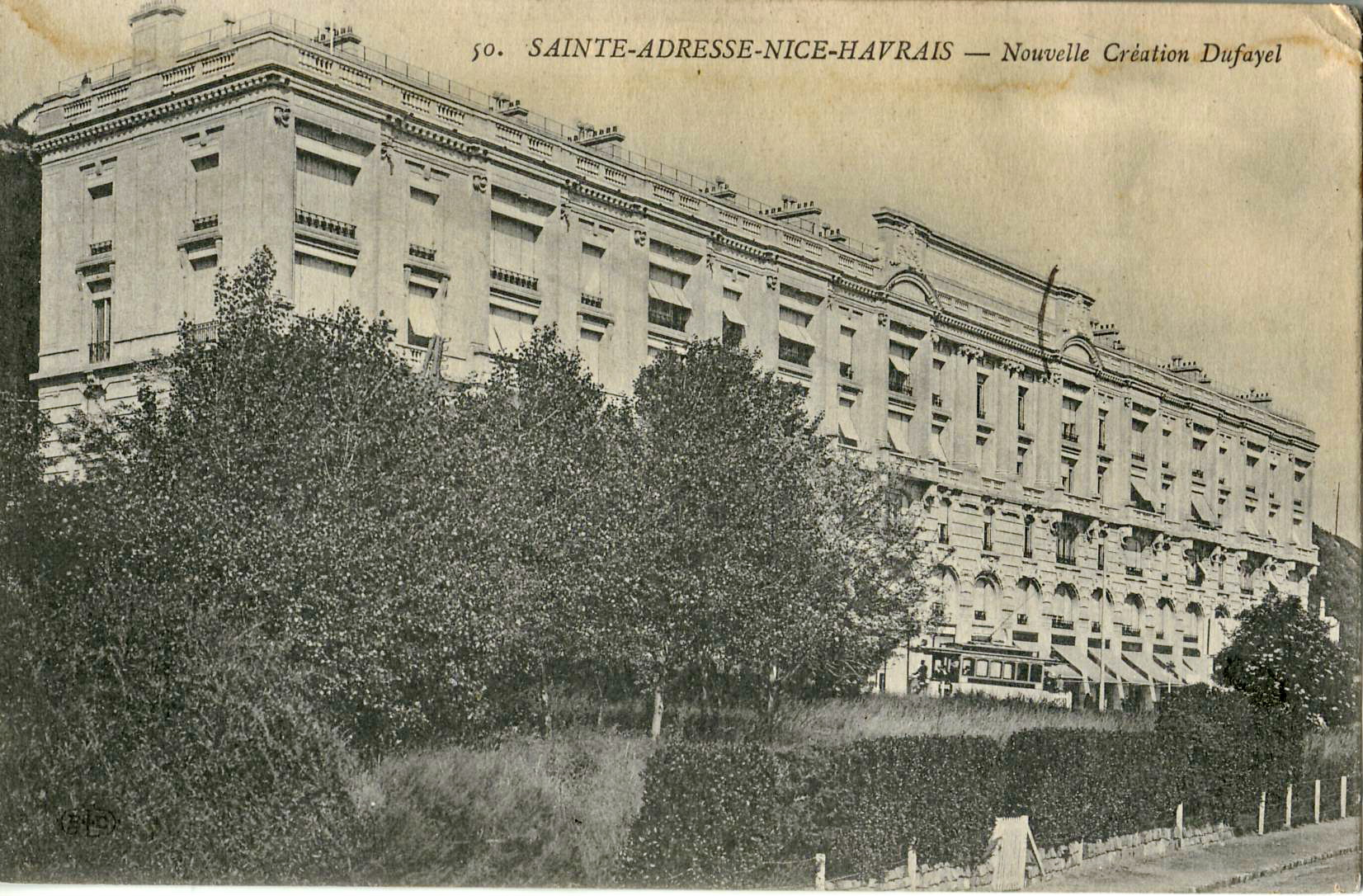
LImmeuble Dufayel a Sainte-Adresse, on el govern belga es va instal·lar entre 1914 i 1918

El govern de Broqueville en l'exili es refereix a dos governs successius belgues, dirigits per Charles de Broqueville, que va servir com a govern en l'exili durant l'ocupació alemanya de Bèlgica en la Primera Guerra Mundial. Es va instal·lar a Le Havre, al nord de França després d'octubre de 1914.
El primer govern, conegut com el Primer govern de Broqueville, era un govern catòlic que es va triar el 1911 i va continuar fins a 1916, quan es va unir els socialistes i liberals per a formar el Segon govern de Broqueville que duraria fins a l'1 juny de 1918.

## L'exili a Le Havre

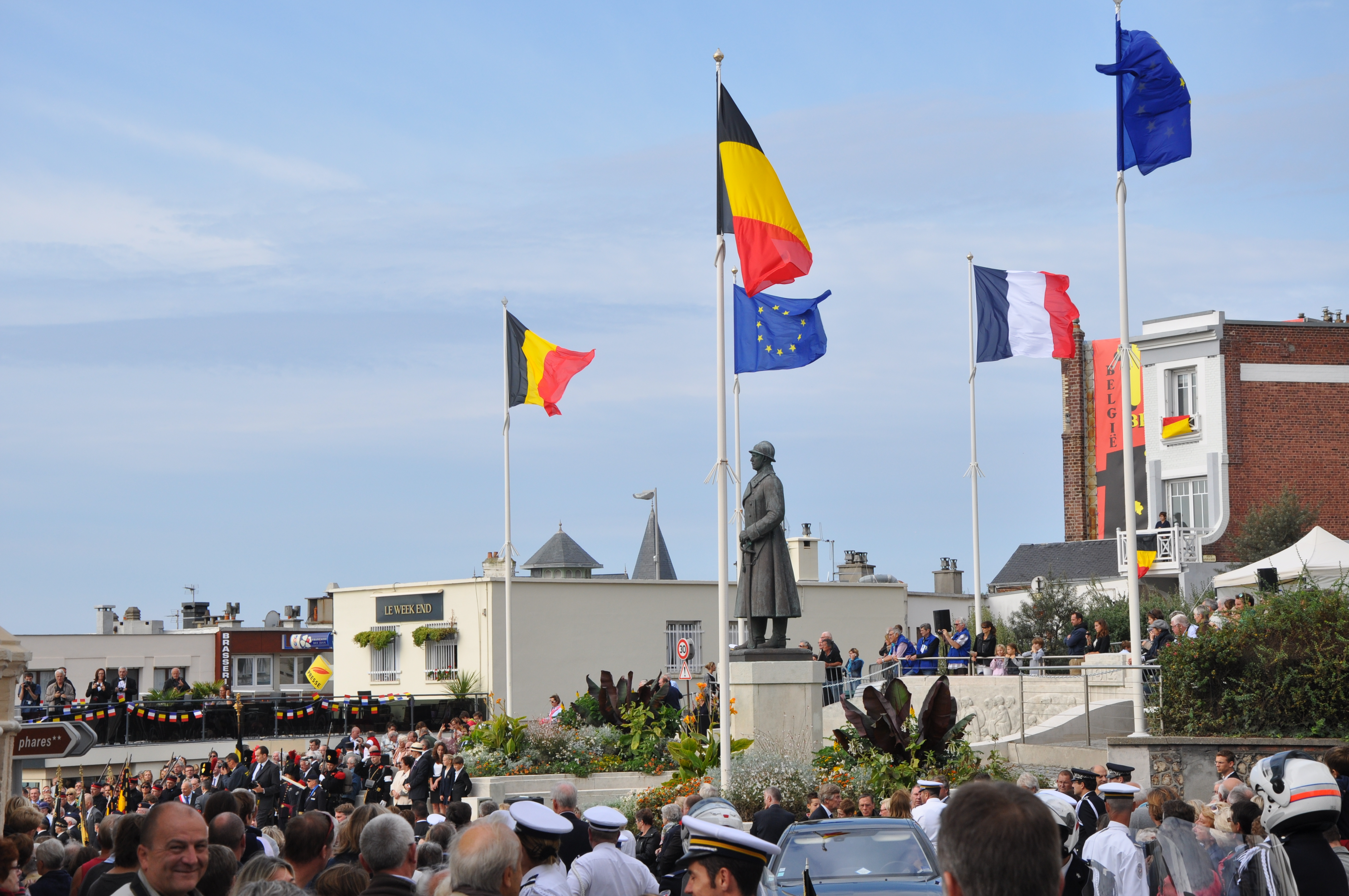
2014 d'octubre, centenari de l'exili a Le Havre - Sainte-Adresse

A l'octubre de 1914, el govern belga es va traslladar a la ciutat costanera francesa de Le Havre. Es va establir en el gran Immeuble Dufayel (Edifici Dufayel), construït per l'home de negocis francès Georges Dufayel en 1911, situat al barri de Sainte-Adresse.
Tota la zona de Sainte-Adresse, que encara porta els colors nacionals de Bèlgica en el seu escut, va ser arrendada a Bèlgica pel govern francès com un centre administratiu temporal mentre que la resta de Bèlgica estigués ocupada pels alemanys. L'àrea tenia una població emigrada belga considerable, i fins i tot utilitzava segells de correus belgues.
El rei Albert I va considerar que no era apropiat per a un rei a abandonar el seu propi país i, per tant, no es va unir al seu govern a Le Havre. En el seu lloc, va establir el seu personal a la ciutat flamenca de Veurne, just darrere del front d'IJzer, en l'última franja de territori belga desocupada.

## Composició
| Ministeri                                                       | Nom                    | Partit         |
| --------------------------------------------------------------- | ---------------------- | -------------- |
| Primer ministre i Ministre de Ferrocarrils, Correus i Telègrafs | Charles de Broqueville | Partit catòlic |
| Ministre d'Afers Exteriors                                      | Julien Davignon        | Partit catòlic |
| Ministre d'Interior                                             | Paul Berryer           | Partit catòlic |
| Ministre de les Arts i les Ciències                             | Prosper Poullet        | Partit catòlic |
| Ministre de Justícia                                            | Henri Carton de Wiart  | Partit catòlic |
| Ministre d'Hisenda                                              | Michel Levie           | Partit catòlic |
| Ministre d'Indústria i Treball                                  | Armand Hubert          | Partit catòlic |
| Ministre d'Agricultura i Obres Públiques                        | Aloys Vande Vyvere     | Partit catòlic |
| Ministre de la Guerra                                           | Joseph Hellebaut       | Partit catòlic |
| Ministre de les Colònies                                        | Jules Renkin           | Partit catòlic |

## Reordenaments
- 23 de febrer de 1912
  - Joseph Hellebaut (extraparlamentari) va renunciar com a Ministre de la Guerra i és succeït ad interim per Charles de Broqueville, Primer Ministre.
- 3 d'abril de 1912
  - Victor Michel (extraparlamentari) va ser nomenat Ministre de la Guerra.
- 11 de novembre de 1912
  - Aloys Vande Vyvere (Partit catòlic) dimiteix com a Ministre d'Agricultura i Obres Públiques i és succeït per Joris Helleputte.
  - Charles de Broqueville (Partit catòlic) cedeix Ferrocarrils a Aloys Vande Vyvere i Correus i Telègrafs Paul Segers.
  - Victor Michel (extraparlamentari) va renunciar com a Ministre de la Guerra i és succeït per Charles de Broqueville, Primer Ministre.
- 30 de juliol de 1915
  - Eugène Beyens (Partit catòlic) va ser nomenat ministre sense cartera.
- 18 de gener de 1916 
  - Julien Davignon (Partit catòlic) dimiteix com a Ministre d'Afers Exteriors i va ser nomenat ministre sense cartera (va morir el 12 de març de, de 1916); Eugène Beyens, ministre sense cartera, va ser nomenat Ministre d'Afers Exteriors.
  - Eugène Goblet d'Alviella (liberal), Paul Hymans (liberal) i Émile Vandervelde (POB) són designats ministres sense cartera.
- 4 d'agost de 1917
  - Eugène Beyens (Partit catòlic) dimiteix com a ministre d'Afers Exteriors i és succeït per Charles de Broqueville, Primer Ministre.
  - Charles de Broqueville (Partit catòlic) dimiteix com a Ministre de la Guerra i és succeït per Armand De Ceuninck (tecnòcrata).
  - Émile Vandervelde (POB) va ser nomenat Ministre de l'Administració Civil i Militar.
- 12 d'octubre de 1917
  - Paul Hymans (liberal) va ser nomenat ministre d'Economia.
- 1 de gener de 1918
  - Charles de Broqueville (Partit catòlic), Primer Ministre, dimiteix com a Ministre d'Afers Exteriors i és succeït per Paul Hymans (liberal); Charles de Broqueville va ser nomenat Ministre de la Reconstrucció Nacional.
  - Paul Hymans (liberal) dimiteix com a Ministre d'Economia i és succeït per Prosper Poullet (Partit catòlic)
  - Emile Brunet (POB) és ministre sense cartera.
  - Georges Lorand (partit liberal progressista) va ser nomenat Ministre d'Estat.

## Mesures
La llei del 19 de maig de 1914 del ministre Prosper Poullet va introduir l'educació obligatòria.

## Crítica
El poeta flamenc René de Clercq va publicar un poema anomenat «Aan Die Van Havere» (Per als de Le Havre) en 1916, en què va acusar al govern (els «Senyors de Le Havre»), d'haver oblidat la difícil situació de Flandes.